# Donatus

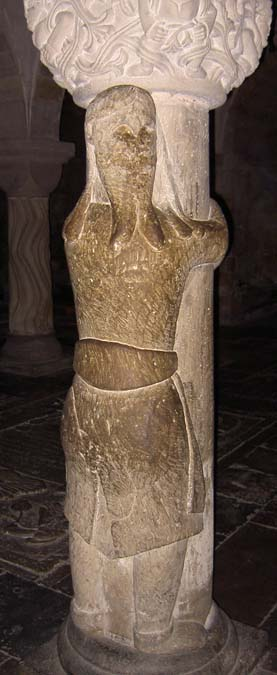
Jätten Finn i Lunds domkyrka utförd av Donatus.

Donatus född okänt år, död den 27 oktober under något av åren 1135–1140, var en arkitekt och bildhuggare troligen av italiensk härkomst.
Donatus ledde arbetet vid byggnadshyttan vid uppförandet av Lunds domkyrka från slutet av 1100-talets första årtionde till 1130-talets senare hälft. Den första till namnet kända konstnären i Skåne är den stenmästare Tord som ristat bilden av en hjort på en runsten i Hyby och arkitekten Donatus kan räknas som den näst äldste till namnet kända konstnären i Skåne. Han var troligen verksam vid uppförandet av katedralen i Speyer och när det bygget avstannade runt kejsar Henrik IV död 1106 sökte sig Donatus till Lund (någon gång mellan 1103 och 1106). Konsthistorikern Monica Rydbeck finner det möjligt att tänka sig att Donatus överflyttats till Skåne, inkallad av ärkebiskop Ascer.
Om Donatus stora anseende vittnar bland annat minnesböckerna som benämner honom som architeckus medan den vanliga yrkestiteln var lapiscida eller stenmästare. 
Man har slutit sig till att han har en italiensk härkomst genom namnet samt bildverken och ornamentikens stil och utförande samt i arkitekturen som uppvisar vissa italienska drag. Bland likheterna mellan katedralen i Speyer och Lund märks äggstaven med inborrade hål, vindruvsakantusrankan samt rankan med inflätade fåglar och harar. Bland de unika föremålen för Lunds domkyrka märks några kolonner med skulpturer i Lundadomens krypta. Folktron kallar dem kyrkans byggmästare, Jätten Finn och dennes hustru, men de föreställer Simson och Delila. 
Utanför Lunds domkyrka finns bara ett känt föremål av Donatus och det är dopfunten i Gråmanstorps kyrka som är krönt med en rad människohuvuden som motsvarar de fyra filistéerna i Lundakryptans Simsonkapitäl. 